# Reidisjöhäst
Reidisjöhäst (Hippocampus reidi) en art av släktet sjöhästar som finns utanför Amerikas Atlantkust.

## Utseende
En slank sjöhäst vars utseende varierar mellan könen: Hanen är vanligen klart orange, och honan gul. Båda könen kan ha bruna eller vita fläckar, och kan även bli vita till skära under lektiden. Som mest kan de bli 17,5 cm långa.

## Vanor
Reidisjöhästen lever framför allt vid korallrev samt sjögräsbäddar, men kan även påträffas i fritt vatten. Den förekommer också i mangroveträsk och kringflytande Sargassumtång. Går ner till 55 meters djup; yngre individer håller sig dock på grundare vatten.
Födan består av mindre ryggradslösa djur som djurplankton, maskar och kräftdjur.
Som hos alla sjöhästar utvecklas ungarna i hanens yngelsäck, där honan kan lägga åtminstone 1 000 ägg (större honor kan lägga fler ägg). När de kläckts stöts ynglen ut ur faderns yngelsäck genom muskelsammandragningar.

## Utbredning
Arten finns från North Carolina i USA över Florida och Mexikanska golfen till Västindien och Brasilien.

## Status
IUCN rödlistar reidisjöhästen som nära hotad ("NT"). Man konstaterar att arten är hotad på grund av att mangroveskogarna minskar då kustområdena i stigande grad tas i anspråk för annan verksamhet. Det pågår dessutom en viss kommersiell handel med arten i Amerika som akvariefisk, kuriositeter, inom folkmedicin och för religiöst bruk, som även den påverkar arten.